# 末松信介
末松 信介（すえまつ しんすけ、1955年〈昭和30年〉12月17日 - ）は、日本の政治家。自由民主党所属の参議院議員（4期）、同党参議院議員副会長、兵庫県支部連合会長。
東京オリンピック・パラリンピック担当大臣、文部科学大臣（第27代・第28代）、教育再生担当大臣、自由民主党参議院国会対策委員長、国土交通副大臣・内閣府副大臣・復興副大臣（第3次安倍第2次改造内閣）、財務大臣政務官（福田康夫改造内閣・麻生内閣）、参議院議院運営委員長・外交防衛委員長・行政監視委員長、参議院予算委員長、自由民主党幹事長代理、兵庫県議会副議長（第104代）、兵庫県議会議員（6期）を歴任した。

## 来歴
兵庫県神戸市垂水区（現在の西区）生まれ。神戸大学附属明石中学校、三田学園高校、関西学院大学法学部卒業。大学卒業後、全日本空輸（ANA）に入社。
1983年、兵庫県議会議員に初当選した。1987年、1991年に再選。1993年、県議を3期目の任期途中で辞職し、第40回衆議院議員総選挙に保守系無所属で旧兵庫1区（定数5）から出馬したが、得票数8位で落選した。1995年、県議に返り咲き、1996年に第104代兵庫県議会副議長に選出された。2001年より自由民主党兵庫県連政務調査会長、2003年より同幹事長。

### 参議院議員
2004年、第20回参議院議員通常選挙に自民党公認で兵庫県選挙区（定数2）から出馬し、民主党新人の水岡俊一に次ぐ得票数2位で初当選した。2008年、福田康夫改造内閣で財務大臣政務官に任命され、麻生内閣まで務めた。2009年より自民党兵庫県連会長。
2010年の第22回参議院議員通常選挙では、自民党公認で兵庫県選挙区から出馬し、民主党現職の水岡俊一を上回る69万票あまりを獲得して再選。同年10月より参議院行政監視委員長。2013年、参議院外交防衛委員長に就任。2014年より党幹事長代理。
2016年の第24回参議院議員通常選挙では、定数が2から3に増員された兵庫県選挙区から自民党公認で出馬。この選挙では、公明党が24年ぶりに候補者を擁立し、おおさか維新の会も候補を擁立し自民党支持層の取り込みを図っていたが、得票数トップで3選した（公明党新人の伊藤孝江、おおさか維新の会新人の片山大介も当選）。同年8月、第3次安倍第2次改造内閣で国土交通副大臣（災害対策関係施策、土地・建設産業、水管理・国土保全、住宅、鉄道、自動車、国際および気象関係施策の総括）、内閣府副大臣ならびに復興副大臣（地震、津波災害からの復興に関する事項担当）に任命され、3つの省庁の副大臣を兼務した。
2021年10月4日、第1次岸田内閣で文部科学大臣として初入閣。末松は文部科学行政の経験が浅く、畑違いの起用であった。そのため、岸田から電話で指名された際、驚きと動揺のあまり、思わず「私は末松信介ですよ!!」と大声で思いっきり聞き返してしまったと同時に、希望を持ち感激したという。
なお、入閣にともない、同年10月6日に自民党兵庫県連会長を退任し、後任の県連会長に西村康稔が就いた。末松は同年7月の兵庫県知事選挙をめぐり県連所属議員らの対応が割れた責任を取り辞任した谷公一の後任として8月に県連会長に就任したばかりで、わずか2ヶ月での交代であった。
2021年11月10日、第2次岸田内閣でも文部科学大臣に再任。
2022年4月1日、前日の3月31日に堀内詔子東京オリンピック・パラリンピック担当大臣兼ワクチン接種推進担当大臣が、「東京オリンピック競技大会・東京パラリンピック競技大会推進本部」の解散によって閣僚の定数が1減したことに伴って退任したことに伴い、後任の東京オリンピック・パラリンピック担当大臣を兼務（ワクチン接種推進担当大臣の後任は松野博一官房長官が兼務。）。
2022年7月10日の参院選で、得票数2位で4選を果たした。
2022年8月10日、内閣改造に伴い、文部科学大臣、東京オリンピック競技大会・東京パラリンピック競技大会担当大臣を退任。同年8月26日、自民党兵庫県連会長に就任。
2022年10月3日、参議院予算委員長に就任。
2024年1月24日、政治資金パーティー収入の裏金問題の責任を取るとして、予算委員長を辞任する意向を表明した。同日午前、衆議院予算委員会は能登半島地震への対応などを議論するため、2日後に召集される通常国会に先立ち、閉会中審査を行った。そして同日午後には参議院予算委員会が開かれるが、中西祐介が末松の代理で委員長を務めた。同日夕方、末松は記者会見を開き、安倍派のパーティー券の販売ノルマを超えた分を「中抜き」するなどして、2018年 - 2022年の5年間で584万円を裏金にしていたと明らかにした。同月25日、尾辻秀久参院議長は末松の委員長辞任届を許可した。

## 政策・主張

### 憲法
- 憲法改正について、2022年のNHK、毎日新聞社のアンケートで「賛成」と回答[17][18]。

- 9条改憲について、2016年の毎日新聞社のアンケートで「改正して、自衛隊の役割や限界を明記すべきだ」と回答[19]。2022年の毎日新聞社のアンケートで「改正して、自衛隊の存在を明記すべきだ」と回答[18]。9条への自衛隊の明記について、2022年のNHKのアンケートで「賛成」と回答[17]。

- 憲法を改正し緊急事態条項を設けることについて、2022年のNHKのアンケートで「賛成」と回答[17]。

### 外交・安全保障
- 敵基地攻撃能力を持つことについて、2022年のNHKのアンケートで「どちらかといえば賛成」と回答[17]。同年の毎日新聞社のアンケートで「賛成」と回答[18]。

- 普天間基地の辺野古移設について、2022年の毎日新聞社のアンケートで「賛成」と回答[18]。

- 非核三原則についてどう考えるかとの問いに対し、2022年のNHKのアンケートで「維持すべき」と回答[17]。

- ロシアは2022年2月24日、ウクライナへの全面的な軍事侵攻を開始した[20]。日本政府が行ったロシアに対する制裁措置についてどう考えるかとの問いに対し、2022年のNHKのアンケートで「適切だ」と回答[17]。同年の毎日新聞社のアンケートで「今の制裁で妥当だ」と回答[18]。

- 2022年6月7日、政府は経済財政運営の指針「骨太方針」を閣議決定した。NATO加盟国が国防費の目標としている「GDP比2％以上」が例示され、防衛力を5年以内に抜本的に強化する方針が明記された[21]。「防衛費を今後どうしていくべきだと考えるか」との問いに対し、2022年のNHKのアンケートで「大幅に増やすべき」と回答[17]。

- 徴用工訴訟問題や慰安婦問題などをめぐり日韓の対立が続くなか、関係改善についてどう考えるかとの問いに対し、2022年の毎日新聞社のアンケートで「韓国政府がより譲歩すべきだ」と回答[18]。

### ジェンダー
- 選択的夫婦別姓制度の導入について、2022年のNHKのアンケートで「どちらかといえば反対」と回答[17]。同年の毎日新聞社のアンケートで回答しなかった[18]。

- 同性婚を可能とする法改正について、2022年のNHK、毎日新聞社のアンケートで「反対」と回答[17][18]。

- クオータ制の導入について、2022年のNHKのアンケートで回答しなかった[17]。

### その他
- アベノミクスについて、2022年の毎日新聞社のアンケートで「当面は継続すべきだ」と回答[18]。

- 2016年の米国大統領選挙について「ドナルド・トランプとヒラリー・クリントンのどちらを支持するか」との問いに対し、2016年の毎日新聞社のアンケートで「どちらとも言えない」と回答[19]。

- 2016年2月8日、高市早苗総務大臣は、放送局が政治的公平性を欠く放送を繰り返した場合、放送法4条違反を理由に電波停止を命じる可能性に言及した[22][23]。安倍晋三首相は2月15日の衆議院予算委員会で野党の批判に反論し、高市の発言を擁護した[24]。政府の姿勢をどう思うかとの問いに対し、2016年の毎日新聞社のアンケートで、選択肢以外の回答をした[19]。

- 「原子力発電への依存度を今後どうするべきか」との問題提起に対し、2022年のNHKのアンケートで「高めるべき」と回答[17]。

- 国会議員の被選挙権年齢の引き下げについて、2022年の毎日新聞社のアンケートで回答しなかった[18]。

- 2011年3月11日に発生した東日本大震災を受け、復興のための補正予算が国会で審議されていた同年4月、復興予算捻出のためのODA削減に反対する超党派の議員連盟に参加した[25]。

## 人物

### 統一教会との関係
- 2020年から2021年にかけて、世界平和統一家庭連合（旧統一教会）の関係者2人が末松の政治資金パーティーの会費を1枚ずつ、計4万円分購入した[26][27]。
- 2020年と2022年5月にそれぞれ、教団側からイベントへの祝電を求められ、祝電を送った[28][29][26]。
- 2022年7月22日、閣議後の記者会見で、上記の件について「常識の範囲内であり、やましいことは一切ない」と述べた[26]。
- 同年7月29日、閣議後の記者会見で、2015年に文化庁が認証した、旧統一教会の世界平和統一家庭連合への名称変更について「申請内容が法令の要件を備えていることを確認して認証を行った。現時点で特定の政治家からの働きかけがあったものではないと聞いている」と述べた[30]。文化庁は文科省の外局で、当時の文科相は末松と同じ自民党安倍派の下村博文だった[31][注 1]。
- 2023年1月21日、共同通信社は全国の自民党都道府県連に対して行ったアンケートの結果を発表。末松が会長を務める党兵庫県連は、同年春の統一地方選挙で立候補予定者を公認・推薦する際、統一教会との接点や関係遮断の意思を確認しない方針であることを示した[33]。自民党は2022年10月25日にガバナンス・コードと呼ばれる党行動指針を改訂し、都道府県連に対し統一教会との関係遮断の徹底を通知したが[34]、兵庫を含む12県連は党本部の指令に従わないことが明らかとなった[33]。

### その他
- 実父の末松三芳も、生前に兵庫県議会議員を務めた。家族は妻と2男1女[35]。
- 三田学園高校への在学中に、硬式野球部員として野球部寮での生活を経験している[36]。文部科学大臣在任中の2022年には、地元の阪神甲子園球場で催された第94回選抜高等学校野球大会・第104回全国高等学校野球選手権大会の開会式に出席。高校球児に向けて、50年前の寮生活での経験談を盛り込みながら「御祝の言葉」を述べた。
- 2022年6月、宮城県仙台第二高等学校の女子生徒が参院選の方式を説明するポスターを校内に貼り、これが政治的活動だとして学校側に撤去させられたことをツイッターで訴えた際、「文部科学省では、高校生向けの政治や選挙に関する副教材を総務省とともに配布し、政治的教養を育む教育を進めている。政治的中立を確保した上で、選挙の仕組みなど政治的教養を高める活動は大変素晴らしい」と逆に称賛のリプライを送った[37]（その後、学校は誤りを認め、処分を撤回した[38]）。

## 不祥事

### 政治資金パーティー収入の裏金問題
2023年12月1日、朝日新聞が、自民党5派閥が開いた政治資金パーティーをめぐる問題で、安倍派が、所属議員が販売ノルマを超えて集めた分の収入を裏金として議員側にキックバックする運用を組織的に続けてきた疑いがあるとスクープした。安倍派は2018～2022年に毎年1回パーティーを開き、計6億5884万円の収入を政治資金収支報告書に記載している。一方、収入・支出のいずれにも記載していない裏金の総額は直近5年間で1億円を超えるとされ（のちに5億円に修正）、共同通信は「実際のパーティー収入は少なくとも8億円前後に膨らむ可能性がある」と報じた。清和政策研究会の政治資金収支報告書の記載内容は下記のとおり。
| 年月日        | パーティー名                 | 会場               | 収入        | 購入者数 | 出典 |
| ------------- | ---------------------------- | ------------------ | ----------- | -------- | ---- |
| 2018年5月22日 | 清和政策研究会との懇親の集い | 東京プリンスホテル | 2億802万円  | 7,021人  | [48] |
| 2019年5月21日 | 清和政策研究会との懇親の集い | 東京プリンスホテル | 1億5338万円 | 5,177人  | [49] |
| 2020年9月28日 | 清和政策研究会との懇親の集い | 東京プリンスホテル | 1億262万円  | 3,464人  | [50] |
| 2021年12月6日 | 清和政策研究会との懇親の集い | 東京プリンスホテル | 1億2万円    | 3,376人  | [51] |
| 2022年5月17日 | 清和政策研究会との懇親の集い | 東京プリンスホテル | 9480万円    | 3,200人  | [43] |
| （合計）      |                              |                    | 6億5884万円 |          |      |
パーティー券は通常1枚2万円であるため、販売枚数が推計できるが、枚数に対する購入者の比率は2018年から2022年にかけてすべて「0.675」で統一されている。日本大学名誉教授の岩井奉信は「絶対にあり得ない」とし、安倍派は政治資金収支報告書に架空の購入者数を記入したとみられる。
同年12月22日、安倍派においては、議員側の「中抜き」を含む3つのパターンで裏金づくりを行っていたことが関係者の証言により明らかとなった。12月25日、安倍派では少なくとも参議院議員選挙があった2019年と2022年に開いたパーティーについて、改選となる参議院議員に販売ノルマを設けず、集めた収入を全額キックバックしていたことが報道により明らかとなった。
2024年1月24日、末松は参議院予算委員長を辞任する意向を表明した。同日午前、衆議院予算委員会は能登半島地震への対応などを議論するため、2日後に召集される通常国会に先立ち、閉会中審査を行った。同日午後に開催された参議院予算委員会は中西祐介が末松の代理で委員長を務める事態となった。同日夕方、末松は記者会見を開き、安倍派のパーティー券の販売ノルマを超えた分を「中抜き」するなどして、2018年 - 2022年の5年間で584万円を裏金にしていたと明らかにした。同月25日、尾辻秀久参院議長は末松の委員長辞任届を許可した。
同年4月4日、自民党は党紀委員会を開き、末松を戒告とするなど安倍派と二階派の議員ら計39人の処分を決定した。

### その他
- 2010年の参院選で出所不明の1157万円にのぼる巨額の寄付金を収支報告書に記載せず、2016年に市民団体から政治資金規正法違反の疑いで刑事告発された[60][61]。末松の事務所は「1157万円は、末松本人が自己資金として支出した資金を誤って政党支部からの支出と記載した」と答えた[61]。
- 2014年に政治資金でエルメスなど高級ブランド品を購入していたことが批判された[61][62]。

## 所属団体・議員連盟
- 自民党たばこ議員連盟[63]
- 自由民主党たばこ特別委員会[64]
- 日本会議国会議員懇談会
- 神道政治連盟国会議員懇談会
- 創生「日本」
- 平和を願い真の国益を考え靖国神社参拝を支持する若手国会議員の会
- TPP交渉における国益を守り抜く会

## 支援団体
- 全国たばこ販売政治連盟（組織推薦候補者）[65]

## 選挙歴
| 当落 | 選挙                     | 執行日         | 年齢 | 選挙区             | 政党       | 得票数     | 得票率 | 定数 | 得票順位 /候補者数 | 政党内比例順位 /政党当選者数 |
| ---- | ------------------------ | -------------- | ---- | ------------------ | ---------- | ---------- | ------ | ---- | ------------------ | ---------------------------- |
| 当   | 1983年兵庫県議会議員選挙 | 1983年4月10日  | 27   | 神戸市垂水区選挙区 | ーー       | ーー票     | ーー   |      | /                  | /                            |
| 当   | 1987年兵庫県議会議員選挙 | 1987年4月12日  | 31   | 神戸市垂水区選挙区 | ーー       | ーー票     | ーー   |      | /                  | /                            |
| 当   | 1991年兵庫県議会議員選挙 | 1991年4月7日   | 35   | 神戸市垂水区選挙区 | ーー       | ーー票     | ーー   |      | /                  | /                            |
| 落   | 第40回衆議院議員総選挙   | 1993年07月18日 | 37   | 兵庫県第1区        | 無所属     | 4万9258票  | 7.1%   | 5    | 8/11               | /                            |
| 当   | 1995年兵庫県議会議員選挙 | 1995年4月9日   | 39   | 神戸市垂水区選挙区 | ーー       | ーー票     | ーー   |      | /                  | /                            |
| 当   | 1999年兵庫県議会議員選挙 | 1999年4月11日  | 43   | 神戸市垂水区選挙区 | ーー       | ーー票     | ーー   |      | /                  | /                            |
| 当   | 2003年兵庫県議会議員選挙 | 2003年4月13日  | 47   | 神戸市垂水区選挙区 | 自由民主党 | 3万2040票  | 39.43% | 3    | 1/4                | /                            |
| 当   | 第20回参議院議員通常選挙 | 2004年07月11日 | 48   | 兵庫県選挙区       | 自由民主党 | 79万1286票 | 33.52% | 2    | 2/6                | /                            |
| 当   | 第22回参議院議員通常選挙 | 2010年07月11日 | 54   | 兵庫県選挙区       | 自由民主党 | 69万4459票 | 29.42% | 2    | 1/7                | /                            |
| 当   | 第24回参議院議員通常選挙 | 2016年07月10日 | 60   | 兵庫県選挙区       | 自由民主党 | 64万1910票 | 26.33% | 3    | 1/7                | /                            |
| 当   | 第26回参議院議員通常選挙 | 2022年07月10日 | 66   | 兵庫県選挙区       | 自由民主党 | 56万2853票 | 24.45% | 3    | 2/13               | /                            |